# 1912 en sports équestres
Chronologie des sports équestres
- 1911 en sports équestres - 1912 en sports équestres - 1913 en sports équestres

Cet article présente les faits marquants de l'année 1912 en sports équestres.

## Événements

### Juillet
- 13 juillet 1912 au 17 juillet 1912 : épreuves d'équitation aux jeux olympiques de Stockholm (Suède).